# Yanggu’ao (sockenhuvudort i Kina, Hunan Sheng, lat 27,49, long 110,94)
Yanggu'ao (kinesiska: 羊古坳, 羊古坳乡) är en sockenhuvudort i Kina. Den ligger i provinsen Hunan, i den södra delen av landet, omkring 210 kilometer väster om provinshuvudstaden Changsha. Antalet invånare är 30 284. Befolkningen består av 14 367 kvinnor och 15 917 män. Barn under 15 år utgör 24,0 %, vuxna 15-64 år 66 %, och äldre över 65 år 9,0 %.
Runt Yanggu'ao är det tätbefolkat, med 369 invånare per kvadratkilometer. Närmaste större samhälle är Qijiang, 5,0 km sydost om Yanggu'ao. I omgivningarna runt Yanggu'ao växer i huvudsak blandskog.
Genomsnittlig årsnederbörd är 1 796 millimeter. Den regnigaste månaden är juni, med i genomsnitt 269 mm nederbörd, och den torraste är december, med 62 mm nederbörd.